# 암브롤라우리

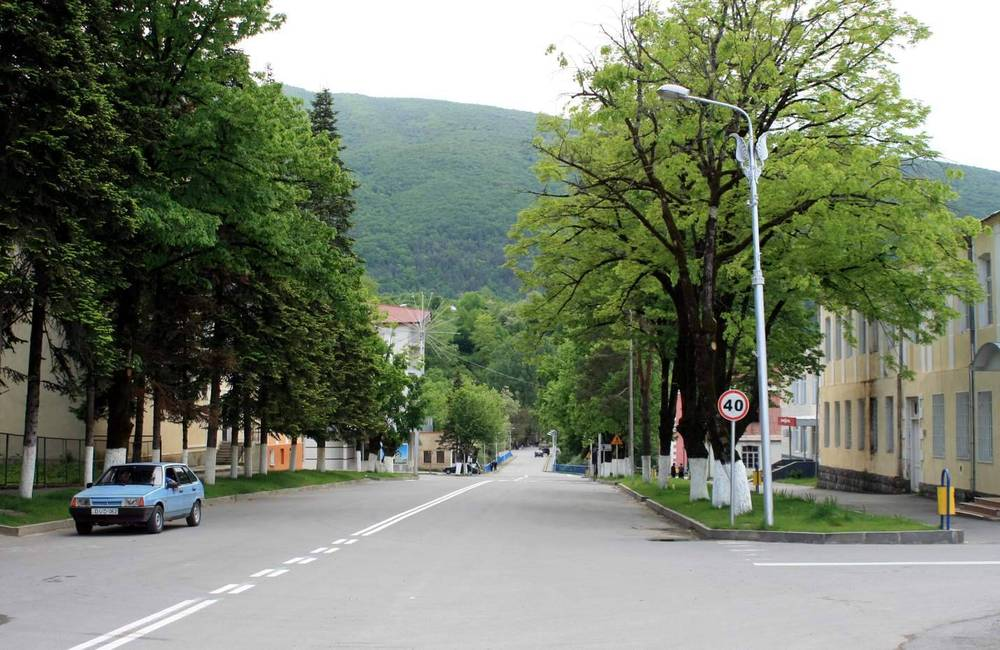

암브롤라우리(조지아어: ამბროლაური)는 조지아 서부에 위치한 라차레치후미크베모스바네티 주의 주도로, 인구는 2,047명(2014년 기준)이다.
17세기 이메레티 왕국 국왕의 거처 가운데 하나였으며 교회와 탑에 둘러싸인 왕궁 유적이 남아 있다. 1769년 이메레티 왕국의 국왕 솔로몬 1세가 주라브 마차벨리 왕자에게 탑을 봉헌했는데 이 탑은 현재 "마차벨리 탑"으로 알려져 있다. 1966년 시로 승격되었으며 1991년 라차 지진으로 파괴되었다.